# Stationswijk-Zuid
De Stationswijk-Zuid is een wijk van de Belgische stad Kortrijk. De wijk bevindt zich net ten zuiden van het historische centrum en is, in tegenstelling tot de Stationswijk-Noord, een 20ste-eeuwse stadsuitbreiding. Ze bevindt zich ten zuiden van het hoofdstation en situeert zich tussen de Doorniksewijk, de Stationswijk-Noord, de Loofstraat en de Wolvendreefwijk.

## Geschiedenis
In tegenstelling tot de Stationswijk-Noord, een samenvoeging van de nieuwe stationswijk uit de eerste helft van de 19e eeuw en de nieuwe Gerechtshofwijk uit de tweede helft van de 19e eeuw, is het gebied ten zuiden van het hoofdstation pas veel later verstedelijkt en verkaveld. 

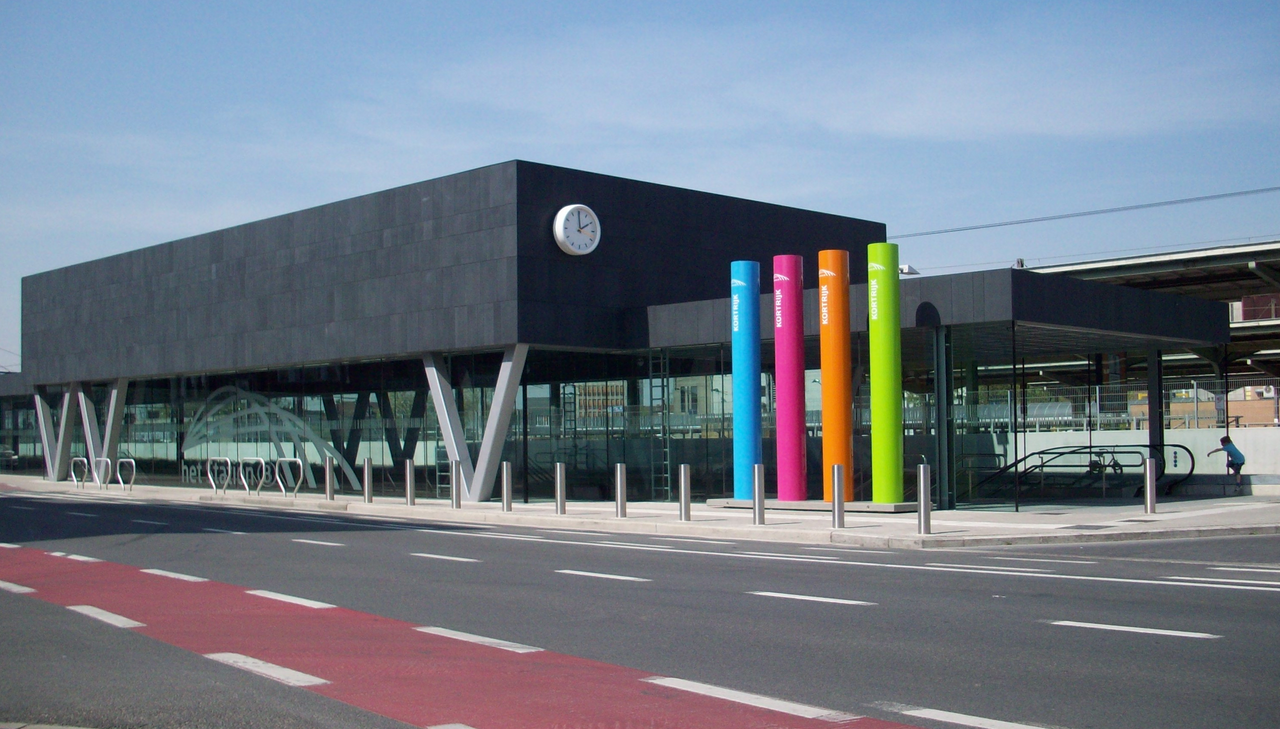
nieuwe stationsingang langs de zuidelijke zijde van de sporen

Reeds in de eerste helft van de 20ste eeuw werden de eerste straten en plein in deze wijk aangelegd, maar pas in de tweede helft van deze eeuw werden de straten van oost naar west en van noord naar zuid doorgetrokken en werden de percelen dan ook pas in de tweede helft van de 20ste eeuw volledig toegebouwd.
Op de kruising van de Sint-Sebastiaanslaan en de Mgr. De Haernelaan, werd een parkje aangelegd waar later ook het standbeeld van Mgr. De Haerne werd geplaatst. Dit standbeeld bevond zich voorheen op de Grote Markt.
Op het uiteinde van deze wijk, werd in de 20ste eeuw de private kliniek Maria's Voorzienigheid opgericht in de Loofstraat.
In deze wijk bevond zich tevens de Sint-Jozefkerk. Deze werd tijdens bombardementen in de Tweede Wereldoorlog verwoest. De nieuwe kerk die later op die plek werd gebouwd is heden de kerk van de Damiaanparochie. Nabij deze kerk bevindt zich tevens het klooster van de Congregatie van de Heilige Harten van Jezus en Maria of de Picpus-paters.
In 2010 werd een nieuw stationsgebouw geopend langs de zuidelijke zijde van het station zodat de voormalige achterzijde van het station een volwaardige stationstoegang kreeg naar de Stationswijk-Zuid.